# Сентербург (Огайо)
Сентербург (англ. Centerburg) — селище (англ. village) в США, в окрузі Нокс штату Огайо. Населення — 1690 осіб (2020).

## Географія
Сентербург розташований за координатами 40°18′12″ пн. ш. 82°41′51″ зх. д. / 40.30333° пн. ш. 82.69750° зх. д. (40.303327, -82.697386).  За даними Бюро перепису населення США в 2010 році селище мало площу 2,33 км², з яких 2,32 км² — суходіл та 0,01 км² — водойми.

## Демографія
Згідно з переписом 2010 року, у селищі мешкали 1773 особи в 622 домогосподарствах у складі 431 родини. Густота населення становила 762 особи/км².  Було 679 помешкань (292/км²).
Расовий склад населення:
| - 96,9 % — білих - 1,2 % — чорних або афроамериканців - 0,3 % — азіатів - 0,1 % — корінних американців |

До двох чи більше рас належало 1,4 %. Частка іспаномовних становила 0,2 % від усіх жителів.
За віковим діапазоном населення розподілялося таким чином: 28,5 % — особи молодші 18 років, 57,2 % — особи у віці 18—64 років, 14,3 % — особи у віці 65 років та старші. Медіана віку мешканця становила 36,2 року. На 100 осіб жіночої статі у селищі припадало 89,8 чоловіків;  на 100 жінок у віці від 18 років та старших — 85,0 чоловіків також старших 18 років.
Середній дохід на одне домашнє господарство  становив 60 286 доларів США (медіана — 46 250), а середній дохід на одну сім'ю — 70 369 доларів (медіана — 62 500). Медіана доходів становила 41 364 долари для чоловіків та 33 500 доларів для жінок. За межею бідності перебувало 18,9 % осіб, у тому числі 28,3 % дітей у віці до 18 років та 0,0 % осіб у віці 65 років та старших.
Цивільне працевлаштоване населення становило 861 осіб. Основні галузі зайнятості: роздрібна торгівля — 20,4 %, освіта, охорона здоров'я та соціальна допомога — 15,9 %, виробництво — 14,9 %.